# Садікабад (Пенджаб)
Садікабад (пенджабі / урду صادق آباد) — місто і столиця техсілю Садікабад в окрузі Рагім'яр-Хан, провінція Пенджаб, Пакистан.
Місто розташоване кордоні Сінду і Пенджабу. Згідно з даними перепису населення Пакистану 2017 року, це 32- е за величиною місто Пакистану з населенням 238 313 осіб.

## Історія
Садікабад — техсіль округу Рагім'яр-Хан, названий на честь Садека Мохаммада Хана V зі штату Бахавалпур. Нове місто було урочисто відкрито у 1948 році.

## Притмітки
1. ↑  Location of Sadiqabad — Falling Rain Genomics
2. ↑  Tehsils & Unions in the District of Rahim Yar Khan — National Reconstruction Bureau, Government of Pakistan website [Архівовано 2012-02-09 у Wayback Machine.]
3. ↑  «PAKISTAN: Provinces and Major Cities — Sadiqabad population per 2017 census». Citypopulation.de website. Retrieved 16 May 2023.
4. ↑  Wilcox, Wayne A. (1969). Pakistan : the consolidation of a nation (вид. 4. print). New York: Columbia Univ. Pr. ISBN 9780231025898. OCLC 1150950255.